# Kristian Krekovic
Kristian Krekovic, pintor croata nacido en 1901 en el pueblo de Koprivina cerca de Tuzla en Bosnia y Herzegovina, y desde 1960 afincado en Mallorca, donde murió en 1985. Se caracteriza por la monumentalidad y por los temas amerindios y precolombinos (especialmente peruanos), mediterráneos y humanitarios. En Palma de Mallorca hay un museo monográfico dedicado a su obra.